# Stylurus nobilis
Stylurus nobilis là loài chuồn chuồn trong họ Gomphidae. Loài này được Liu & Chao in Chao mô tả khoa học đầu tiên năm 1990.